# 서주성
서주성(1974년 9월 27일 ~)은 대한민국의 배우이다. 모여라 딩동댕의 1대 번개맨 역으로 유명하다.

## 학력
- 동국대학교 문화예술대학원공원예술학 석사
- 서울예술대학 연극과

1. ↑  1945년 2월 14일(음력:1월 2일) ~ 2020년 3월 25일